# Jawad Williams
Jawad Williams, né le 19 février 1983 à Lakewood, dans l'Ohio, est un joueur américain de basket-ball. Il évolue au poste d'ailier fort.

## Biographie
Le 14 août 2011, il signe au Paris-Levallois Basket, équipe du championnat de France où il rejoint son ancien coéquipier aux Tar Heels, David Noel. Il réussit une première saison très convaincante (17,2 points, 4,8 rebonds, 2 passes de moyenne par match).
Il prolonge à Paris-Levallois pour la saison 2012-2013 malgré le départ de David Noel. Il est rejoint par un autre coéquipier de North Carolina, Sean May.
Le 14 décembre 2013, il est l'un des acteurs principal de la bagarre générale qui a eu lieu à 7,9 secondes de la fin du match contre Gravelines-Dunkerque. En effet, Jawad Williams étrangle John Holland au cours de cette altercation. Holland décide de porter plainte contre Williams qui va l'appeler au téléphone pour s'excuser. À la suite de cet appel, Holland décide de retirer sa main courante. Le 16 décembre, il est suspendu provisoirement avant que la commission juridique et de discipline de la ligue se réunisse. À la suite de cette réunion du 26 décembre, la commission de discipline de la Ligue Nationale de Basket décide de suspendre Williams pour trois mois, soit jusqu'au 30 mars 2013. Face à cette sanction, Paris-Levallois décide de ne pas faire appel. Le 8 janvier 2014, le club envisage de licencier Williams. Cependant, le lendemain, Williams décide faire appel de sa sanction. Le 15 janvier, il est remercié par Paris-Levallois. Le 23 janvier, la Chambre d’Appel de la Fédération française de basket-ball réduit sa sanction d'un mois et Williams attaque le Paris-Levallois Basket aux prud’hommes.
Le 2 février 2014, il signe à İzmir en Turquie.

## Palmarès
- Champion NCAA 2005
- Vainqueur de la Coupe de France : 2013 contre la JSF Nanterre (77-74).
- Vainqueur du Match des champions en 2013 contre la JSF Nanterre (81-72).